# La Brède
La Brède is een gemeente in het Franse departement Gironde (regio Nouvelle-Aquitaine). De plaats maakt deel uit van het arrondissement Bordeaux. La Brède telde op 1 januari 2022 4.423 inwoners.

## Geografie
De oppervlakte van La Brède bedroeg op 1 januari 2022 23,28 vierkante kilometer; de bevolkingsdichtheid was toen 190 inwoners per km².

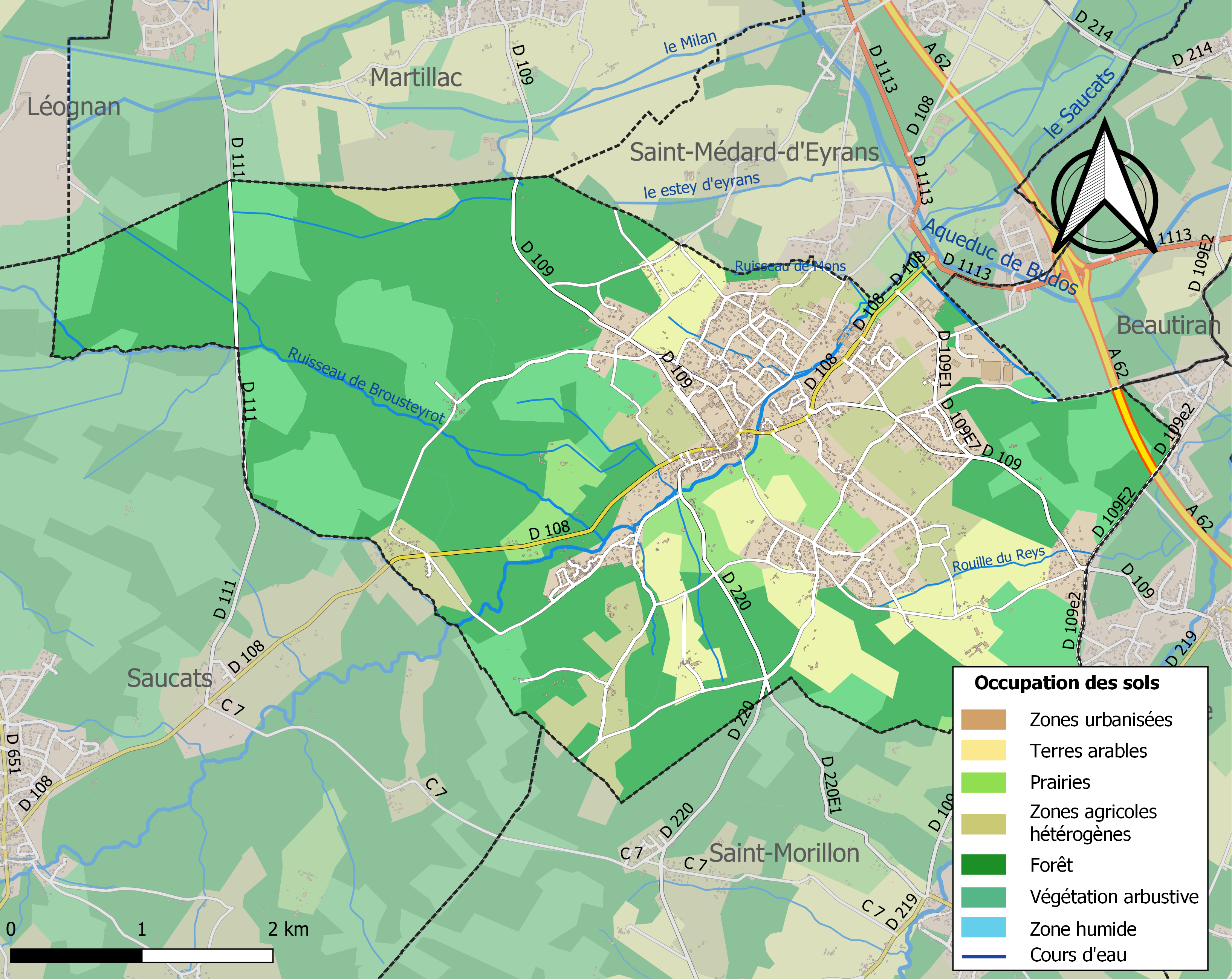
Kaart van de gemeente met belangrijkste infrastructuur, bodemgebruik en omliggende gemeenten

## Demografie
Onderstaande figuur toont het verloop van het inwonertal (bron: INSEE-tellingen).

## Geboren
- Charles de Montesquieu